# Genta Miura
Genta Miura (jap. 三浦 弦太 Miura Genta; ur. 1 marca 1995 w Toyohashi) – japoński piłkarz występujący na pozycji obrońcy. Od 2017 występuje w Gamba Osaka.

## Życiorys

### Kariera klubowa
W latach 2013–2016 występował w klubie Shimizu S-Pulse.
6 stycznia 2017 podpisał kontrakt z japońskim klubem Gamba Osaka.

### Kariera reprezentacyjna
Był reprezentantem Japonii w kategoriach wiekowych: U-19 i U-23.
W reprezentacji seniorskiej Japonii zadebiutował 12 grudnia 2017 na stadionie Ajinomoto Stadium (Chōfu, Japonia) podczas Pucharu Azji Wschodniej przeciwko reprezentacji Chin.

## Sukcesy

### Klubowe
Shimizu S-Pulse
- Zdobywca drugiego miejsca J2 League: 2016

### Reprezentacyjne
Japonia
- Zdobywca drugiego miejsca Puchar Azji: 2019
- Zdobywca drugiego miejsca Pucharu Azji Wschodniej: 2017, 2019